# کروشچینکو ناد دونایتسم
کروشچینکو ناد دونایتسم (به لهستانی:  Krościenko nad Dunajcem) یک روستا در لهستان است که در گمینا کروشچینکو ناد دونایتسم واقع شده‌است.
 کروشچینکو ناد دونایتسم ۲۵ کیلومتر مربع مساحت و ۳٬۵۵۲ نفر جمعیت دارد.